# 藤原仲統
藤原 仲統（ふじわら の なかむね/なかのり）は、平安時代初期から前期にかけての貴族。名は仲縁（なかふち）とも記される。藤原南家巨勢麻呂流、右大臣・藤原三守の次男。官位は正四位下・参議。

## 経歴
天長10年（833年）仁明天皇の即位に伴い蔵人に任ぜられ、承和2年（835年）従五位下、承和4年（837年）侍従に叙任される。のち、承和7年（840年）右兵衛佐、承和13年（846年）左近衛少将と仁明朝の半ば以降は武官を務める一方、伊勢介次いで伊勢守と伊勢国司を兼ねる。またこの間の承和14年（847年）従五位上に叙せられている。
文徳朝では引き続き左近衛少将を務めながら、仁寿3年（853年）正五位下、斉衡2年（855年）従四位下と順調に昇進する。文徳朝末の天安元年（857年）9月に民部大輔に遷る。また、天安2年（858年）8月の文徳天皇の崩御にあたっては、装束司を務めている。
同年清和天皇が即位すると兵部大輔に転じる。清和朝前半は兵部大輔を務め、この間の貞観4年（862年）に従四位上に叙せられている。貞観12年（870年）蔵人頭、貞観13年（871年）治部卿と叙任され、貞観14年（872年）参議に任ぜられて公卿に列した。貞観16年（874年）正四位下に昇叙され、貞観17年（875年）正月に右兵衛督を兼ねるが、同年6月6日卒去。一説では病の無いまま夜中に卒したという。享年58。最終官位は参議正四位下行右兵衛督。

## 官歴
注記のないものは『六国史』による。
- 天長10年（833年） 3月：蔵人[1]
- 承和2年（835年） 正月7日：従五位下[1]
- 承和4年（837年） 12月：侍従[1]
- 承和7年（840年） 正月30日：右兵衛佐。7月：復解[1]。9月：復任[1]
- 承和13年（846年） 正月13日：左近衛少将。7月27日：兼伊勢介
- 承和14年（847年） 正月7日：従五位上
- 嘉祥2年（849年） 正月13日：兼伊勢守
- 仁寿元年（851年） 7月2日：禁色
- 仁寿2年（852年） 正月15日：兼備前介
- 仁寿3年（853年） 正月7日：正五位下
- 斉衡2年（855年） 正月7日：従四位下。正月15日：備前権守
- 斉衡3年（856年） 正月12日：兼左馬頭、備前権守如元
- 天安元年（857年） 9月27日：民部大輔。12月9日：兼加賀守
- 天安2年（858年） 8月27日：装束司（文徳天皇の崩御）。11月25日：兵部大輔、守如元
- 貞観4年（862年） 正月7日：従四位上
- 貞観5年（863年） 2月10日：兼美作守
- 貞観7年（865年） 正月27日：兼紀伊守
- 貞観12年（870年） 正月：蔵人頭[1]。正月25日：兼備前守。11月28日：兼備前守
- 貞観13年（871年） 3月11日：治部卿[1]
- 貞観14年（872年） 8月25日：参議、治部卿如元[1]
- 貞観15年（873年） 正月13日：兼備前守[1]
- 貞観16年（874年） 正月7日：正四位下
- 貞観17年（875年） 正月13日：右兵衛督[1]。6月6日：卒去（参議正四位下行右兵衛督）

## 系譜
『尊卑分脈』による。
- 父：藤原三守
- 母：伴友子 - 伴長村の娘
- 妻：橘永継の娘
  - 男子：藤原高尚
- 妻：大中臣兼取の娘
  - 男子：藤原高矩
- 妻：丹波従多里
  - 男子：藤原高攀（または高挙）
- 生母不明の子女
  - 男子：藤原高貞（または高興）
  - 女子：清和天皇更衣